# Strömslund
Strömslund är ett bostadsområde i Trollhättan, högt beläget på västra sidan av Göta älv, mittemot stadens centrum. Strömslund omges av stadsdelarna Arvidstorp, Kirten, Hälltorp och Torsred. Strömslund är mycket attraktivt, vilket gör att befolkningen i omgivande stadsdelar gärna beskriver sig som boende vid Strömslund. Strömslund kallas i folkmun för "Kråkestan", även om detta idag av många betraktas som nedsättande.

## Historik
Strönslund grundades 1889 av ingenjören Eduard Albert på fastigheten Strömsberg, i samband med att Trollhättan fick sin första ordentliga broförbindelse över Göta älv, Oscarsbron. Då blev det attraktivt för industriarbetare i staden att bygga eget på andra sidan älven, i vad som då var Vassända-Naglums kommun.
Eduard Albert engagerades av idén om att bygga ett mönstersamhälle på sin mark, och han tog initiativet till stadsplanering, förmedling av banklån och ordningsstadga. Strömslund blev med detta Sveriges första detaljplanerade egnahemssamhälle och var för sin tid ytterst modernt, i det att det redan på planeringsstadiet fanns en tanke på att skapa en såväl sanitärt som socialt god miljö.

## Forngården
Huvudartikel: Forngården
Friluftsmuseet Forngården ligger vid kanten av Strömslunds sluttande bergmassiv ner mot Göta älv. Miljön består av ett antal byggnader som började flyttas till området 1934. I området finns flera bostadsbyggnader, en klockstapel och ett gravröse.

## Övrigt
År 1916 införlivades området med Trollhättans stad.
År 1946 bildades Strömslunds fotbollslag Trollhättans BoIS, som spelar sina hemmamatcher på Torsbovallen

## Bebyggelse
Bebyggelsen är småskalig och framvuxen under många år, och de äldre kvarteren bär fortfarande en prägel av gammaldags småstadsidyll. Den gata som idag är huvudväg in mot stadens centrum heter Albertsvägen och är förstås uppkallad efter stadsdelens grundare. 
I Strömslund finns en kommunal grundskola, den heter Strömslundsskolan och här går ca 590 elever fördelat på tre förskoleklasser och nio årskurser. Strömslundsskolan har även fyra fritidshem kallade Albert, Brage, Nobel och Nornan.  
I Strömslund finns det ett antal pizzerior, de mest kända är Alberto, Strömslunds pizzeria och San Antonio. Strömslund har även en mataffär, Coop Konsum Strömslund.
Söder om Strömslund ligger utefter den gamla landsvägen mot Kungälv, Arvidstorp, och består av småhusbebyggelse av såväl äldre som yngre datum. I detta område ligger också Arvidstorps reningsverk som tar emot avloppet från samtliga tätorter i Trollhättans kommun.
Den östligaste delen av Strömslund ligger på en sluttning ner mot Göta älv. Här ligger bland annat området Fagerstrand som är bebyggt med lite exklusivare villor, samt restaurang och hotell "Albert" (före detta vandrarhemmet Strömsberg) som en gång var Eduard Alberts pampiga bostad.
Torsred är väster om Strömslund. Vad som skiljer Strömslund från Torsred är bäcken som går igenom hela området från norr och söder ut. Torsred eller ibland kallad Torsered är mestadels uppbyggd av bostadshus från 50-70-talet.

## Strömslund i media
Stadsdelen används idag ofta i filmer och tv-serier. Ett exempel på en film som delvis spelades in i Strömslund är Åsa-Nisse - Wälkom to Knohult.
Den brittiska tv-serien Top Gear besökte stadsdelen i samband med ett reportage om SAAB år 2011.

## Bildgalleri

Strömslundsmasten
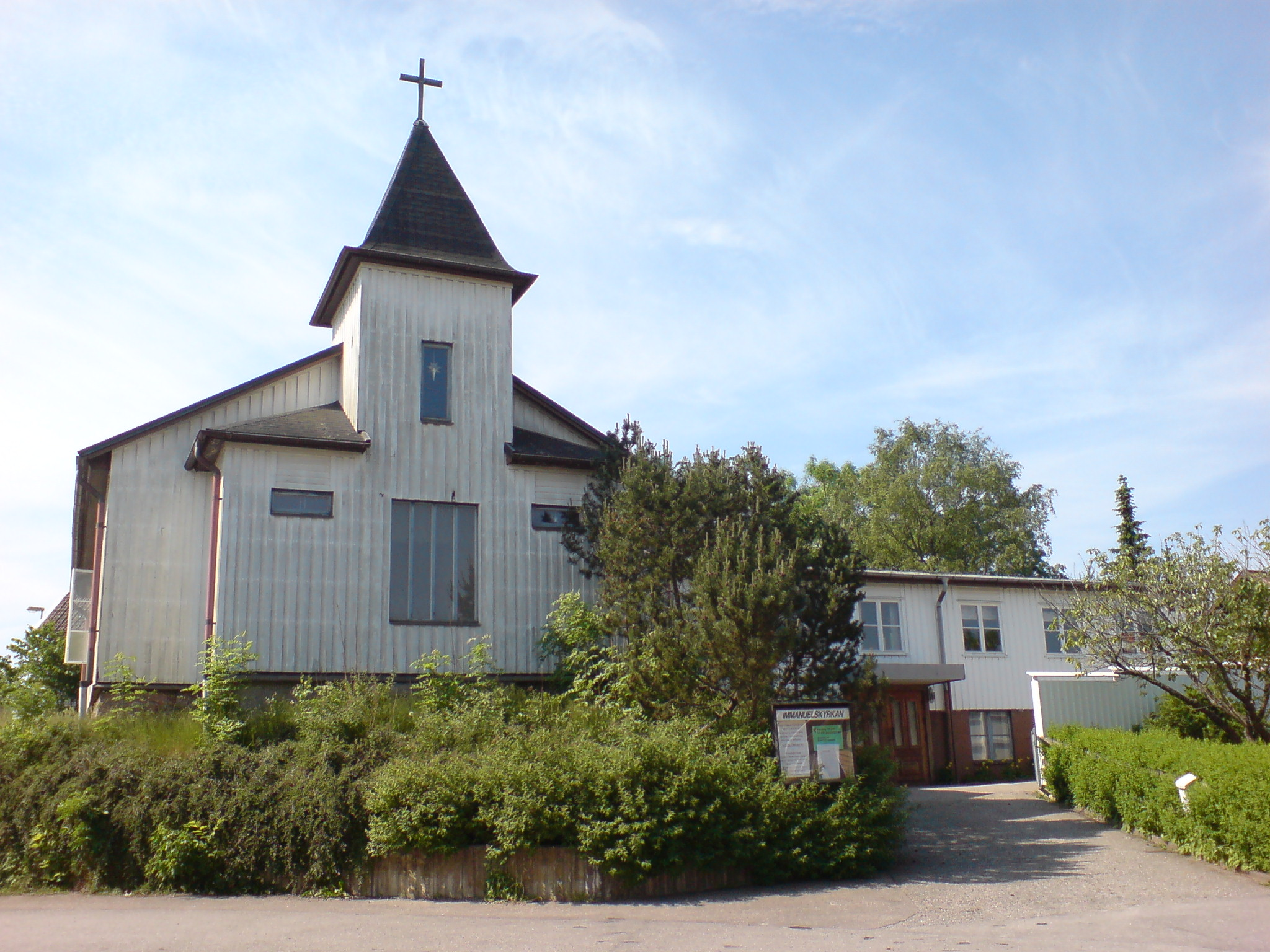
Immanuelskyrkan